# Španělská šunka
Španělská šunka (Jamón) je druh sušené šunky vyráběné ve Španělsku. Jde o jednu z celosvětově nejuznávanějších potravin španělské kuchyně (spolu s dalšími pokrmy jako např. gazpacho a paella). Je také součástí tapas. 
Nejběžnější příprava šunky ve Španělsku spočívá v nasolení v syrovém stavu a sušení v přirozených podmínkách. Přední vepřová noha, přestože se zpracovává stejným postupem, se nazývá plec (paleta nebo zdrobněle paletilla, někdy též lacón). Nejznámějšími sušenými šunkami ve světě jsou španělská (jamón ibérico, jamón serrano) a italská (prosciutto crudo). Sušená šunka ve Španělsku (jamón curado) představuje zadní nohu ke kyčelnímu kloubu a křížové kosti; podle prezentace může sestávat z celé nohy včetně kopýtka nebo být odseknuta v kotníku. Jde o výrobek ve Španělsku tradičně hojně konzumovaný: v roce 2003 se jí vyrobilo přes 41,5 milionu kusů a průměrná spotřeba na obyvatele byla 5 kg. Proto je nabízena v různých zpracováních a pod různými názvy. Obecně lze rozlišit dva druhy šunky podle plemene, z něhož pochází: z prasete iberského je jamón ibérico (iberská šunka), z bílých plemen vznikne jamón serrano ("horská" šunka). Ve vlhčích krajích na severovýchodě země se zrání sušením někdy nahrazuje uzením; i v Kastilii se za deštivých zim nasolené šunky udily. Vařená šunka, ve Španělsku zvaná yorská (jamón de York nebo jamón dulce), je méně běžná, v řadě latinskoamerických zemí se však pod šunkou rozumí právě taková.

## Výroba sušené šunky
Očištěné syrové kýty jsou ručně nebo mechanicky (v lisu) odkrveny a proloženy solí na dobu zhruba jednoho až dvou týdnů (jeden den na každý kilogram hmotnosti kusu). Následně jsou omyty teplou vodou a zavěšeny v sušárně na chladném a suchém místě (typicky ve vrchovinných polohách, odtud "horská" šunka), kde zrají ve volném proudění vzduchu obvykle od 8 do 36 měsíců podle druhu masa (plemeno, výkrm) a hmotnosti kusu. Mezi známé španělské výrobní oblasti patří mj. městečko Guijuelo (provincie Salamanca) a také vinařský region Rioja.

## Iberská šunka (jamón ibérico)

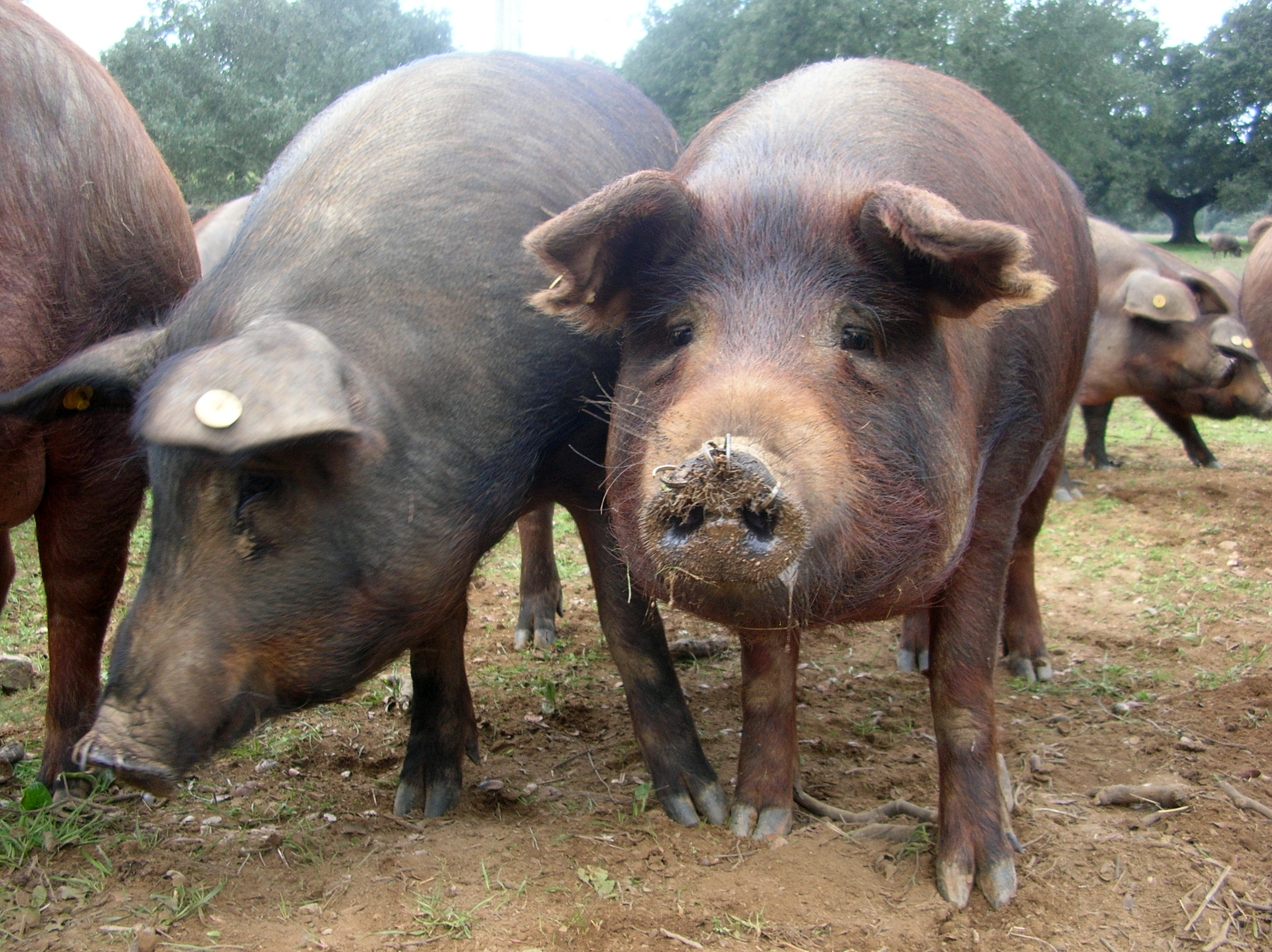
Černá iberská prasata

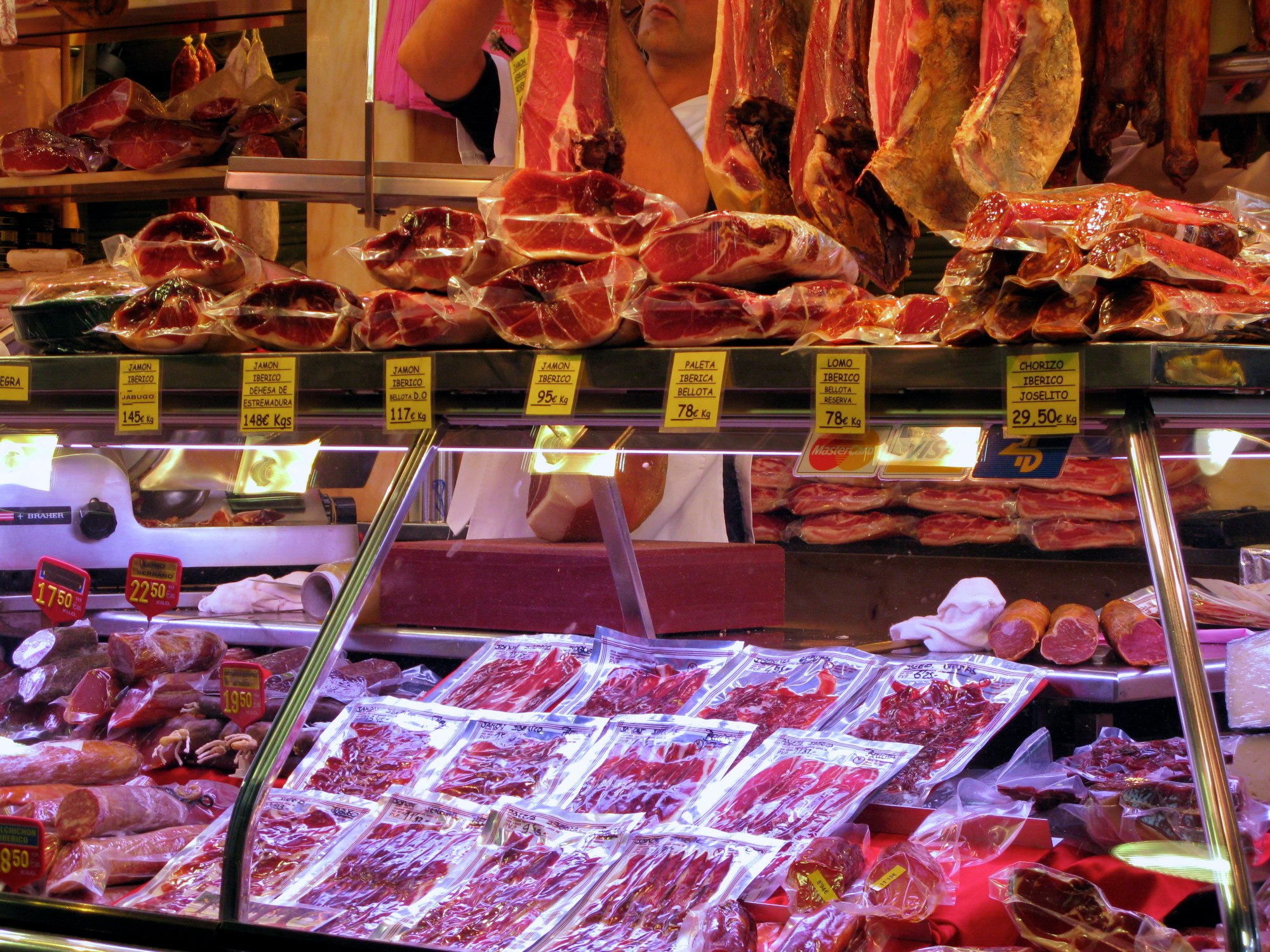
Maloobchodní prodej šunky v Barceloně

Iberská šunka pochází z prasete iberského plemene, původem ze stejnojmenného poloostrova, přičemž označení jamón ibérico vyžaduje nejméně padesátiprocentní čistotu plemene. Používá-li se pouze označení jamón bez přívlastku ibérico, je zvykem takovou šunku označovat jako jamón serrano. Hlavní charakteristiky, určující jakost iberské šunky, souvisejí s čistotou plemene zvířat, volným chovem na pastvinách porostlých stromy (dehesa), kde mají široký prostor k nerušenému pohybu, jejich potravou během období pastvy a s dobou zrání šunky obvykle od 8 do 36 měsíců, tím delší, čím větší je šunka a čím větší byl podíl žaludů v potravě prasete.
Složení potravy prasete je natolik významné, že je tato šunka řazena do jakostních tříd v zásadě podle podílu žaludů v potravě až do porážky. Úřední klasifikace po úpravě přijaté v květnu 2014 poněkud změnila pojmenování a aby byl konečný spotřebitel ušetřen zmatku, zavedla jednotné označení výrobků pro všechny jatky, které musí každý kus opatřit neodstranitelnou etiketou, jejíž barva označuje jakost výrobku podle následujícího schématu:
- Bílá: Iberská šunka z výkrmu (Jamón de Cebo ibérico), vyrobená z iberských prasat z intenzivního chovu ve výkrmně, krmených směsí na základě obilovin a luštěnin.
- Zelená: Iberská šunka z venkovního výkrmu (Jamón Cebo de Campo ibérico), vyrobená stejně jako předchozí z iberských prasat, v tomto případě však vykrmených v extenzivním chovu na pastvině, kde si také hledají přírodní potravu, a kvalita jejich masa je považována za příznivě ovlivněnou volným chovem.
- Červená: Iberská žaludová šunka (Jamón de Bellota ibérico), pocházející z iberských prasat, nikoli však ze zcela čistého plemene (zpravidla s podílem plemene Duroc), krmených v období venkovní pastvy žaludy a přírodní potravou.
- Černá: 100% iberská žaludová šunka (Jamón de bellota 100 % ibérico) představuje nejvyšší třídu iberské šunky. Pochází z iberských prasat čistého chovu, vykrmených na pastvině žaludy a jinou přírodní potravou. Pouze tyto šunky se mohou podle výše uvedené nové klasifikace označovat jako černá noha (jamones pata negra).

Iberská šunka se od ostatních odlišuje svou jedinečnou strukturou, vůní a chutí. Maso je jemné chuti, mírně slané nebo neslané a příjemné vůně. Chuť je především ovlivněna podílem žaludů v potravě prasete a mírou jeho volného pohybu.

### Označení původu
Pro zajištění jakosti šunky a ochranu spotřebitele před omyly z neznalosti přikročilo několik regionů spolu s ministerstvem zemědělství k zavedení označení původu. Na jejich základě se vyžaduje a kontroluje splnění jistých podmínek pro udělení známky kvality. Tento dohled, který vykonává Rada pro regulaci označení původu, vede ke zvýšení ceny, skýtá však chovateli jistou záruku a usnadňuje odbyt výrobku. Jsou však chovatelé a výrobci šunky, kteří, ačkoli se nacházejí na územích stejně příhodných pro chov prasat i výrobu šunky a mají kvalitní produkci, nemají k těmto označením přístup.

#### Označení původu, uznávaná v Evropské unii pro výrobky z iberských prasat
V Evropské unii se uznávají pouze čtyři chráněná označení původu (D.O.P.) iberské šunky:

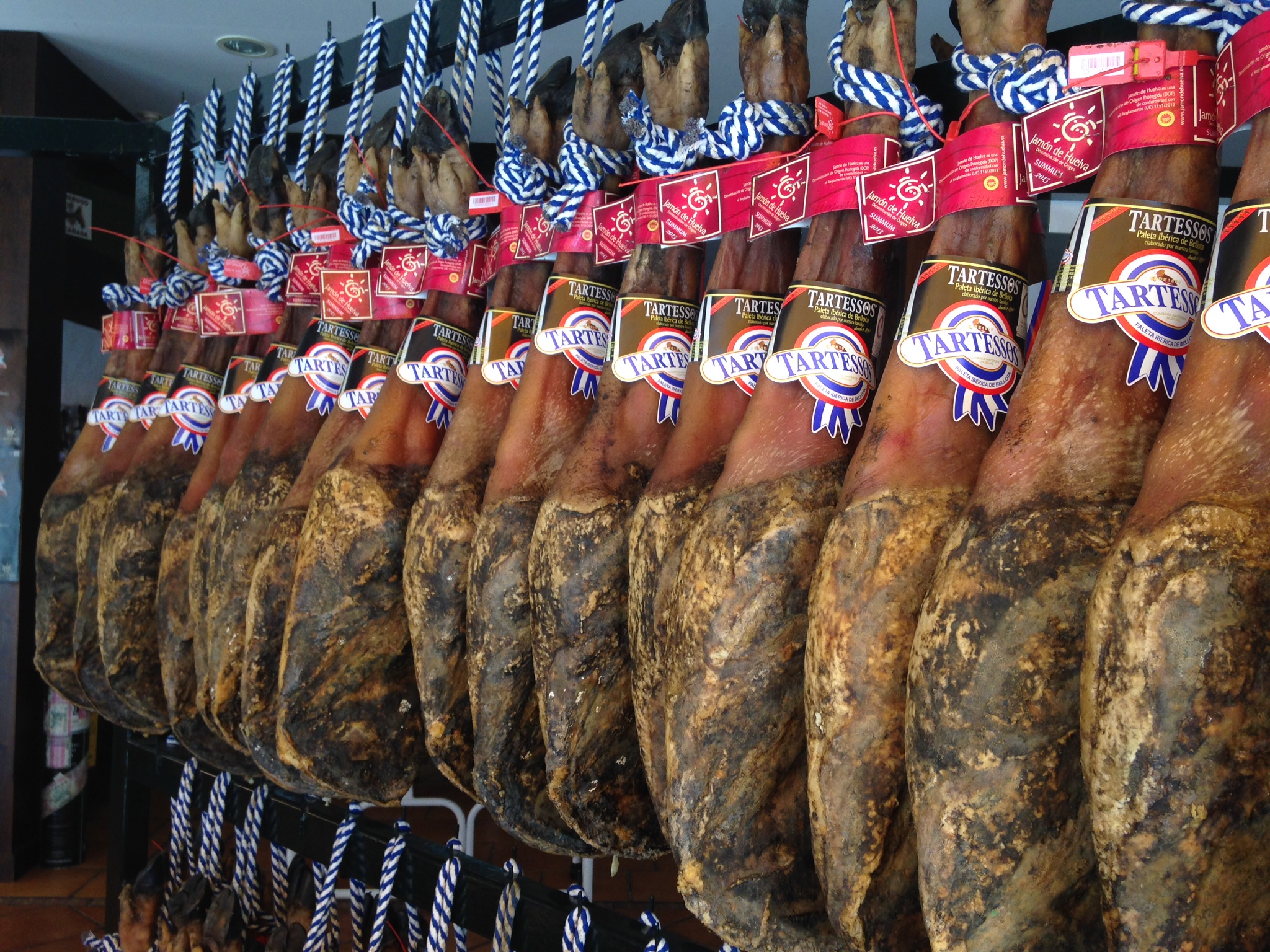
Zrající iberské šunky s DOP Jabugo

##### Jamón Ibérico D.O.P. Jabugo
Šunka zpracovaná v přírodním parku Sierra de Aracena y Picos de Aroche (prov. Huelva), na území obcí Cumbres Mayores, Cortegana, Jabugo aj., jež sdílejí chráněné označení původu Jabugo.

##### Jamón Ibérico D.O.P. Los Pedroches
(Sever a střed prov. Córdoba.) Šunka prodlouženého tvaru, stylizovaná řezem do V; ponechává celou nohu s kopýtkem pro snadné rozpoznání. Charakteristická barva od růžové po purpurově červenou a v řezu patrný tuk, rozptýlený ve hmotě masa.

##### Jamón Ibérico D.O.P. Jamón de Guijuelo
Prasata typická pro toto označení jsou chována na svazích pohoří Gredos a pohoří Béjar na pomezí autonomních společenství Castilla y León a Extremadura, ale také ve společenstvích Andalusie a Castilla-La Mancha, chována už od 16. století. Území chráněného označení, kde dochází k porážce a zpracování, tvoří 77 obcí na jihovýchodě provincie Salamanca s centrem v městečku Guijuelo. Produkce s tímto označením představuje 60% veškeré španělské iberské šunky.

##### Jamón Ibérico D.O.P. Dehesa de Extremadura
Produkční oblast se nachází na pastvinách v hájích korkových dubů a v doubravách dehesa provincií Cáceres a Badajoz. Celkem se pastviny společenství Extremadura rozkládají na ploše zhruba jednoho milionu hektarů. Chráněné označení původu bylo vyhlášeno v roce 1990.
Právním základem ochrany původu je nařízení č. 510/2006 Rady Evropské unie.

### Jiná obchodní označení
Také je třeba objasnit některá obchodní označení, často užívaná vlivem marketingu, a lidová označení, běžná, ač zavádějící:

##### Jamón de Pata Negra ("černé kopýtko")
Lidové označení, zakázané ministerstvem zemědělství kvůli nejednoznačnosti, vypovídající o barvě kopýtka a v některých případech o barvě iberského prasete, ačkoli se vyskytují genetické varianty iberských prasat lysých, světlých cádizských, světlá varianta torbiscal apod. Toto lidové jméno, spojované s kvalitou šunky, však vede k omylu. Zbarvení kopýtka má co dělat s keratinem.

#### Jamón de Jabugo
Jabugo je místo v provincii Huelva, známé tradiční výrobou šunky, chovají se tam však také bílá prasata, takže zdejší iberská šunka musí být Jamón Ibérico de Jabugo, jinak jde o bílé prase. Stejně tak v "žaludové" kvalitě bellota musí být šunka označena Jamón Ibérico de Bellota de Jabugo. Stejný zmatek panuje i v jiných slavných šunkařských lokalitách.

#### Jamón 5J
5J je obchodní označení jednoho výrobce, který na ně má autorská práva. Označení jakosti se řídí výhradně oficiální klasifikací a musí být uvedeno na etiketě (kroužku) na každém výrobku. Musí tam být uvedeno, že jde o šunku (jamón) nebo plec (paleta), iberskou (ibérico), je-li tomu tak, žaludovou (bellota) žaludovou (bellotae), je-li tomu tak, bez ohledu na obchodní označení výrobce, např. 5J, Bellotas nebo 3J.

## Jamón serrano nebo prostě jamón
Šunka (jamón) bez přívlastku, horská šunka (jamón serrano) nebo bílá šunka (jamón blanco) pochází z některého plemene bílého prasete a pozná se snadno podle barvy kůže kýty. Je označována jako horská, suší-li se v horském, tedy chladném a suchém podnebí. Podmínky upravuje nařízení EU 2082/92, které stanoví náležitosti postupu a hotového výrobku.

### Jakostní stupně
U horské šunky se rozlišují tři jakostní stupně podle délky zrání:

##### Jamón bodega ("ze sklípku")
Doba zrání 9-12 měsíců.

#### Jamón reserva
Doba zrání 12-15 měsíců.

#### Jamón gran reserva
Doba zrání delší než 15 měsíců.
Podle předchozí úpravy byla šunka označována jako bronzová, stříbrná a zlatá. Podle původu se nabízí granadská, salamanská a z mnoha dalších krajů.

### Označení původu
Pro výrobky z bílých plemen prasat jsou chráněna tato označení původu:

#### Jamón de Teruel
První označení původu, uznané ve Španělsku pro "bílou" šunku (1984). Jako zpracovatelské území se uznávají obce v provincii Teruel, ležící v nadmořské výšce alespoň 800 m; šunka se musí sušit a zrát po dobu nejméně jednoho roku.

#### Jamón de Trevélez
Zpracovatelským územím jsou obce okresu (comarca) Alpujarra Granadina (prov. Granada) v nadmořské výšce nad 1200 m. Sídlem řídící rady je Trevélez. Jediná španělská bílá šunka s chráněným zeměpisným označením.

### Jiná označení
Jsou však také kraje, případně plemena prasat, s dobrou šunkařskou tradicí, avšak bez chráněného označení. Dva příklady:

#### Jamón de chato murciano
Šunka vyrobená z murcijského prasete, původního plemene tohoto kraje, do pozdního 20. století ohroženého zánikem v důsledku křížení s jinými plemeny a malého zájmu o prasata černé barvy v 50. a 60. letech Po stejně dlouhém sušení, jakému je vystavena iberská šunka, se získá šunka bohatá na tuk, červenavě růžového odstínu. Navzdory oživení je produkce stále nízká (2020).

#### Jamón del cerdo Duroc
Šunka z plemene Duroc, vyznačující se světlou kůží, černým kopýtkem a větší infiltrací tuku do masa než u jiných bílých prasat; toto plemeno mělo vždy blízko k světu iberské šunky a všech druhů kvalitní šunky z bílých prasat.